# Around the Sun
Around the Sun é o décimo terceiro álbum da banda americana R.E.M., lançado em 4 de Outubro de 2004.
| Críticas profissionais                                                      | Críticas profissionais |
| Avaliações da crítica                                                       | Avaliações da crítica  |
| Fonte                                                                       | Avaliação              |
| --------------------------------------------------------------------------- | ---------------------- |
| All Music Guide                                                             | [ 1 ]                  |
| BBC                                                                         | (sem nota)             |
| Blender                                                                     | [ 3 ]                  |
| NME                                                                         | (sem nota)             |
| Pitchfork                                                                   | (sem nota)             |
| PopMatters                                                                  | (sem nota)             |
| Robert Christgau                                                            | (sem nota)             |
| Rolling Stone                                                               | [ 8 ]                  |
| Stylus                                                                      | (D+)                   |
| Village Voice                                                               | (sem nota)             |
| Esta tabela precisa de ser acompanhada por texto em prosa. Consulte o guia. |                        |

## Faixas
1. "Leaving New York" – 4:49
2. "Electron Blue" – 4:12
3. "The Outsiders" – 4:14
4. "Make It All Okay" – 3:43
5. "Final Straw" – 4:06
6. "I Wanted to Be Wrong" – 4:34
7. "Wanderlust" – 3:04
8. "Boy in the Well" – 5:22
9. "Aftermath" – 3:52
10. "High Speed Train" – 5:03
11. "The Worst Joke Ever" – 3:37
12. "The Ascent of Man" – 4:07
13. "Around the Sun" – 4:29